# Hans Tietmann
Hans Tietmann (* 7. Januar 1883 in Essen; † 4. Oktober 1935 in Düsseldorf; vollständiger Name: Hans Clemens Ludwig Tietmann) war ein deutscher Architekt.

## Leben
Tietmann war ein Sohn von Johannes Tietmann (≈1850–1931) und dessen Ehefrau Clementine Tietmann geborene Kehrmann (≈1860–1931).
Als Architekt war er Mitarbeiter in den Büros von Paul Bonatz in Stuttgart und von Otto Müller-Jena in Köln, ehe er 1908 in das Düsseldorfer Büro von Wilhelm Kreis eintrat, wo er bis 1911 angestellt war. 1919 gründete er mit Karl Haake (1889–1975) das Büro Tietmann & Haake, das bis 1933 bestand. Die Architektur ihres Büros, die historische und zeitgenössische Elemente miteinander verband, war geprägt von einer modern orientierten, zeitweise expressionistischen Formensprache, die in rheinischen Bautraditionen wurzelte und in vielen Entwürfen die gestalterischen Möglichkeiten des Backsteins nutzte.
Tietmann war römisch-katholischer Konfession und verheiratet mit Maria geborene Cosack. Er wurde in den Bund Deutscher Architekten (BDA) berufen, der nach 1933 in die Reichskammer der bildenden Künste eingegliedert wurde.

## Bauten und Entwürfe (Auswahl)

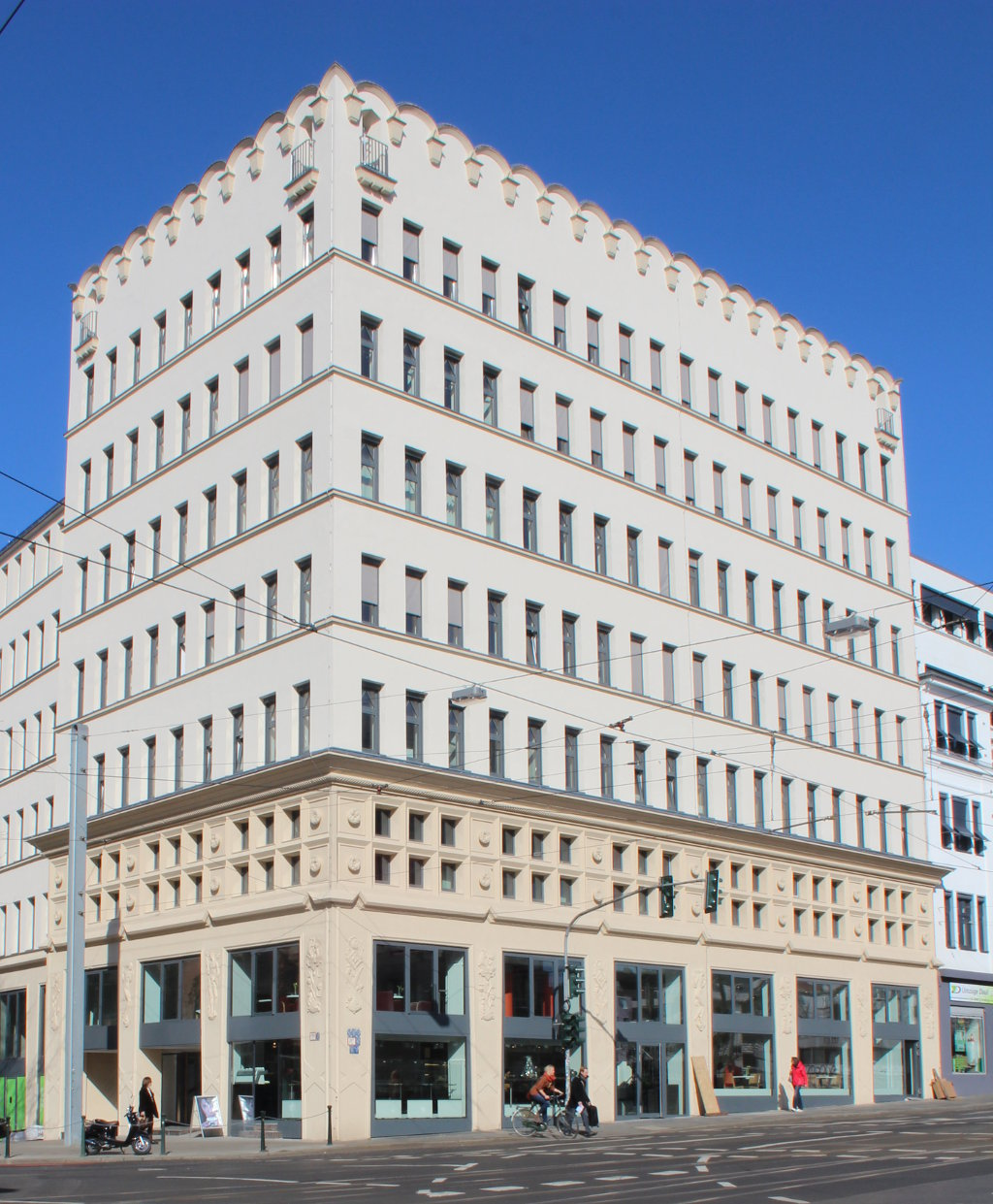
Industriehaus Düsseldorf

- 1921–1923: Industriehaus Düsseldorf
- 1925: Wettbewerbsentwurf für ein neues Rathaus in Düsseldorf (zum Ankauf empfohlen)
- 1925: Wettbewerbsentwurf zur Brückenkopfbebauung der Deutzer Brücke am Heumarkt in Köln
- 1925–1926: Pressehaus Düsseldorf
- 1928–1930: Rudolf-Oetker-Halle in Bielefeld (nach gewonnenem Wettbewerb)
- 1932–1933: Städtische Sparkasse in Bünde[2]